# Carol Molnau
Carol Molnau (Waconia, 17 settembre 1949) è una politica statunitense, membro del Partito Repubblicano e Vicegovernatrice del Minnesota dal 2003 al 2011.
La Molnau in precedenza è stata anche Commissario del Dipartimento dei Trasporti del Minnesota, ma è stata deposta dopo il crollo di un tratto del ponte sul fiume Mississippi.